# Карме (спътник)
Вижте пояснителната страница за други значения на Карме.
Карме е естествен спътник на Юпитер, носещ името на Карме, — майка от Зевс на Бритомартис. Карме е открит на 30 юли 1938 г. от Сет Барнс Никълсън в обсерваторията Маунт Уилсън.
Името на спътника е установено през 1975 г., като преди това той е бил известен под името Юпитер 11.
Карме е главният представител на групата на Карме, съставена от малки спътници с неправилна форма на орбита между 23 и 24 Gm и инклинация от около 165°.
Виж още: астероидът 558 Кармен.